# Le Vigilant (S618)
Le Vigilant (S618) es un submarino nuclear de misiles balísticos de la clase Le Triomphant de la Marine Nationale en servicio desde 2004.
Asignado al servicio en 2004, el submarino fue equipado al inicio de su vida con el misil M45, que luego fue reemplazado por el M51.
La Marina Real Británica también tiene un SSBN en servicio llamado Vigilant (clase Vanguard).